# Ada Spadoni Urbani
Ada Spadoni Urbani (Spoleto, 30 luglio 1946) è una politica e imprenditrice italiana.

## Biografia
Diploma di liceo classico, dal 1972 al 2005 lavora in amministrazione e marketing del Gruppo Urbani Tartufi, la maggiore azienda italiana del settore, di cui il marito è uno dei proprietari; è responsabile dell'azienda di servizi 3i (Istituto per l'informazione) e amministratrice dell'azienda agricola di proprietà "Villa Spadoni".
Imprenditrice agricola, giornalista pubblicista e collezionista d'arte, inizia la sua attività politica nel 1990 come sindaco del comune di Scheggino (Perugia) e successivamente assessore alla Comunità montana e membro dei garanti nella Uls 12.
Dopo essere stata nel direttivo provinciale della Democrazia Cristiana nel 1993, aderisce a Forza Italia nel 1995 e si candida come consigliere regionale, venendo eletta con 3424 preferenze. Ricoprirà gli incarichi di vice presidente del consiglio regionale e vice presidente della commissione attività economiche.
Nella successiva legislatura regionale è nuovamente eletta come consigliere regionale con 4680 preferenze ed è vice presidente della commissione per i problemi economici e consigliere segretario dell'ufficio di presidenza.
Nel 2008 si candida al Senato della Repubblica nelle liste de Il Popolo della Libertà venendo eletta come senatore e ricoprendo gli incarichi di segretario della 11ª Commissione permanente (Lavoro, previdenza sociale), membro della commissione parlamentare di inchiesta sul fenomeno degli infortuni sul lavoro con particolare riguardo alle cosiddette “morti bianche” e membro della Commissione per la parità e le pari opportunità nel Senato.
Nel 2013 si ricandida a Palazzo Madama e invia una discussa lettera ai parroci umbri, nella quale ribadisce l'attenzione del proprio partito verso la difesa dei temi etici. Risulta la prima dei non eletti.
Nel luglio 2018 è nominata assessore alla cultura, allo sviluppo delle attività imprenditoriale e arredo urbano del Comune di Spoleto nella giunta del sindaco Umberto De Augustinis.

## Riconoscimenti
- 2025 - Premio Caravella Tricolore 2025, conferito alla senatrice Ada Spadoni Urbani con la seguente motivazione: "Dall'eccellenza dell'imprenditoria italiana alla Politica"

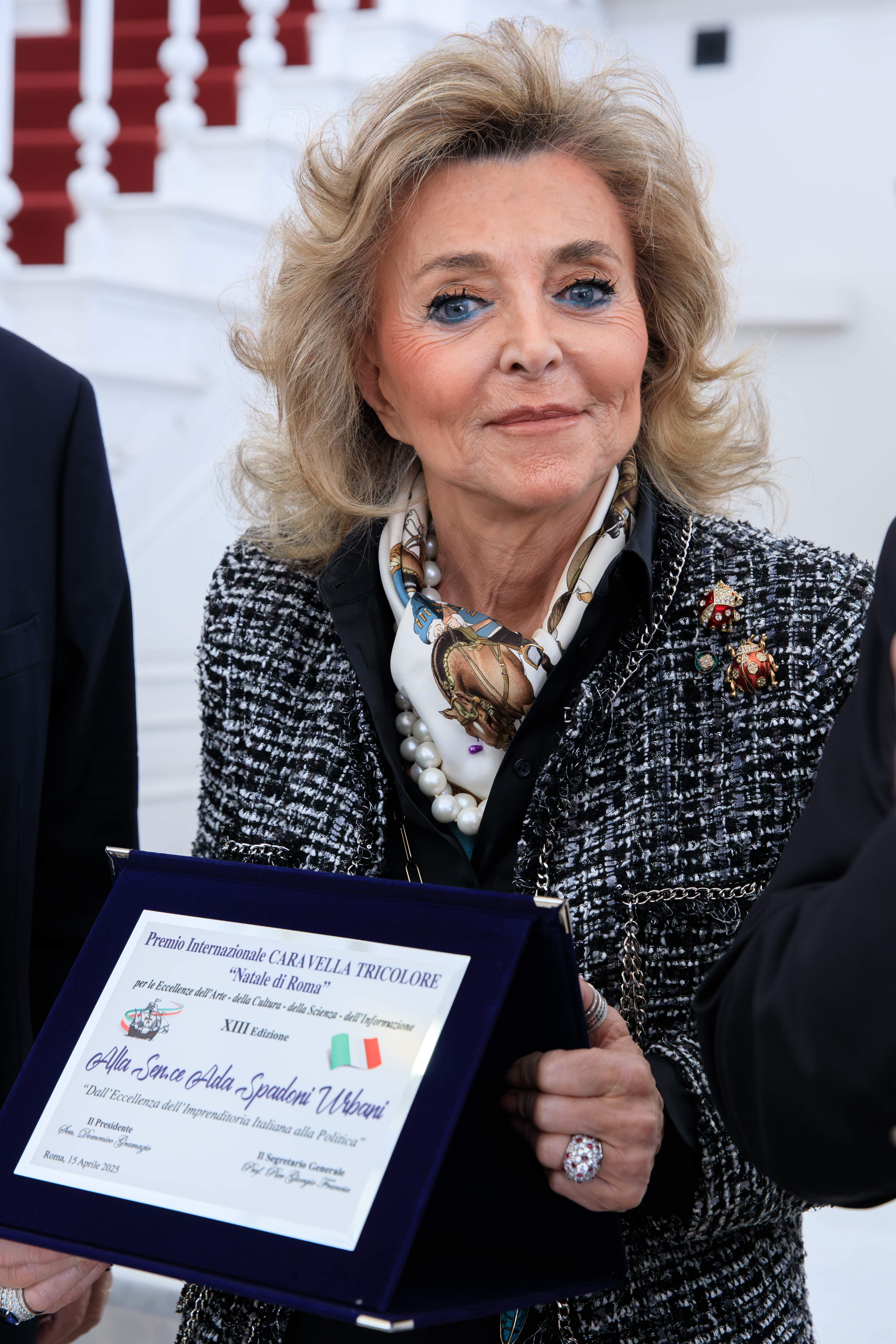
La senatrice Ada Spadoni Urbani riceve il Premio Caravella Tricolore 2025